# Mononatrijev glutaminat
Mononatrijev glutaminat (ponekad i natrijev glutamat ili MSG) je prehrambeni aditiv (E621). To je natrijeva sol aminokiseline glutaminske kiseline (E620). Spada u skupinu glutamata.
Postoji u obliku anhidrida i monohidrata.

## Svojstva
Mononatrijev glutaminat je bezmirisna i bezbojna kristalna tvar koja se tali na 232 °C, pri čemu se raspada. Topljiv je u vodi (740 g/L), a okusa je po mesu (umami).

## Povijest
1866. godine njemački kemičar Karl Heinrich Ritthausen otkrio je glutaminsku kiselinu koju je dobio hidrolizom pšeničnog glutena u kiselom mediju.
1908. godine japanski kemičar Kikunae Ikeda s Tokijskog carskog sveučilišta ju je uspio izolirati vodenom ekstrakcijom iz morske alge Laminaria japonica (kombu) i kristalizirati. Njen okus je nazvao umami ("ugodan sočan okus"). Ikeda je primijetio da dashi, japansko jelo napravljeno od katsuobushija i kombua, posjeduje okus koji u to vrijeme još nije bio znanstveno klasificiran i opisan. Da bi odredio koji glutaminat daje najbolji umami okus, sintetizirao je i ispitivao okuse raznih glutaminata kao što su kalcijev, kalijev, amonijev, natrijev i magnezijev glutaminat. Najukusniji je bio mononatrijev glutaminat, a imao je i svojstvo najlakše kristalizacije. Ikeda je podnio zahtjev za patentom, a braća Suzuki (Suzuki & Co. Ltd.) su počela komercijalnu proizvodnju 1909. godine pod imenom Ajinomoto (味の素, "esencija okusa").

## Učinak na prehranu
Mononatrijev glutaminat svojim umami okusom pojačava doživljaj sočnosti hrane. Uz dodatak ribonukleotidnih aditiva poput dinatrijevog inozinata (E631) i dinatrijevog gvanilata (E627) dolazi do sinergijskog učinka.
Nema dokaza da mononatrijev glutaminat u normalnim dozama izaziva zdravstvene probleme. Kod visokih oralnih doza, zbog svog sadržaja natrijevih kationa koji povećavaju osmotski tlak, kod vrlo osjetljivih osoba može pridonijeti pojavi glavobolje putem hipernatrijemije. Maseni udjel natrija u spoju je 12.28 %, tj. oko tri puta manji nego u kuhinjskoj soli (39.34 %), stoga ima tri puta manji učinak. 

## Vanjske poveznice
- Monosodium glutamate: Is it harmful? (Mayo Clinic)
- The Facts on Monosodium Glutamate (EUFIC)  Arhivirana inačica izvorne stranice od 5. svibnja 2010. (Wayback Machine)